# Cheyenne Mountain Entertainment
Cheyenne Mountain Entertainment (CME), gegründet im Juli 2005, war ein Unternehmen mit Firmensitz in der Nähe von Phoenix (Arizona, USA), welches Software und Computerspiele herstellte.
Der Name Cheyenne Mountain leitet sich vom gleichnamigen Berg in den Rocky Mountains, der bis 2006 das Cheyenne Mountain Operations Center (CMOC) beheimatete, ab. In der Science-Fiction-Serie Stargate – Kommando SG-1 ist der Berg außerdem Hauptquartier des fiktiven Stargate-Kommando.
Das Projekt Stargate: Resistance, ein MMORPG (Massively Multiplayer Online Role-Playing Game), wurde mit der Lizenz von MGM entwickelt und basierte auf der Science-Fiction-Serie Stargate – Kommando SG-1 und dem Spin-off Stargate Atlantis. Das Spiel, das die Unreal Engine 3 nutzte, erschien am 10. Februar 2010. Am 12. Februar 2010, also zwei Tage nach Erscheinen ihres Erstlingswerks, meldete Cheyenne Mountain Entertainment Insolvenz an.
Ende November 2010 wurde bekannt, dass MGM die Lizenzierung der Marke Stargate an CME nicht weiter fortführen wird.